# لوري ووكر
لوري ووكر (بالإنجليزية: Laurie Walker) (14 أكتوبر 1989 ببيدفورد في المملكة المتحدة - ) هو لاعب كرة قدم بريطاني في مركز حراسة المرمى. لعب مع كامبريدج يونايتد وميلتون كينز دونز ونادي كيترينغ تاون وBrackley Town F.C. ‏ ونادي موركامب وهيميل هيمبستيد تاون وأكسفورد سيتي.

## وصلات خارجية
- لوري ووكر على موقع قاعدة بيانات كرة القدم.إي يو (الإنجليزية)
- لوري ووكر على موقع Soccerbase.com (لاعب) (الإنجليزية)
- لوري ووكر على موقع Soccerway.com (الإنجليزية)